# Apogon queketti
Apogon queketti es una especie de pez de la familia de los apogónidos en el orden de los perciformes.

## Morfología
Los machos pueden llegar a alcanzar los 8 cm de longitud total.

## Distribución geográfica
Se encuentran en el sur del Mar Rojo, Mar de Arabia y KwaZulu-Natal (Sudáfrica).